# Петър Логофетов
Петър Мирчев Логофетов, наричан още Даскал Петър, е учител от Видинско, възрожденец, революционер.

## Биография
Роден е през 1834 година в село Иново, Видинско в семейството на дребния земеделец Мирчо Първанов. Рожденото му име е Петър Мирчев. Образованието си получава във Видин, където завършва 4 класа. Управлява дълго време чифлик в Румъния, откъдето и идва фамилията му Логофетов, която означава „управител“. След като се завръща в България започва да търгува и същевременно учителства във видинското село Ново село. Учителства и в Брегов Участва в църковното движение, сподвижник на митрополит Антим. Става член на революционния комитет в Ново село.
Участвал е в Сръбско-турската война от 1876 година като доброволец. Включва се като ръководител на бунта в района през юни 1876 г. с идването на четата на Тодор Велков. След края на войната емигрира първоначално в Сърбия, а след това във Влашко.
Избран е за народен представител в Учредителното събрание в Търново през 1879 година и е избран от Видински окръг и в Първото велико народно събрание. Либерал по убеждения.
Негов син е Никола Логофетов – също виден гражданин, който по-късно става и председател на XXV-то Обикновено народно събрание.
Умира на 7 октомври 1909 година в родното си село Иново.

## За него
Екатерина Каравелова се изказва с голямо уважение за Петър Логофетов – според нея той е в числото на най-внушителните политически фигури за своето време, които биха правили чест на всеки европейски парламент. В своите спомена тя пише: „Даскал Петър от с. Ново село, Видинско, в неговата живописна селска носия, с хубавото си умно лице и разумна реч...“